# Theo Maas
Theo Maas (* 18. August 1957 in Borth) ist ein deutscher Manager und Vorstandsvorsitzender der Siemenssparte Gas Turbines Global.

## Leben
Theo Maas studierte Luft- und Raumfahrttechnik an der Fachhochschule Aachen und schloss das Studium mit einem Diplom (FH) ab. Direkt nach dem Studium begann er 1981 seine Laufbahn bei der Siemens AG, am Standort Wesel. Nach der Übernahme von Flender durch den Siemenskonzern leitete Theo Maas von 2006 bis 2008 das weltweite Industriegetriebegeschäft und wurde 2008 in den Vorstand der Flender AG berufen. Am 1. April 2010 übernahm er dann die Konzernführung von Manfred Egelwisse und ist außerdem Leiter der Siemens Business Unit „Mechanical Drives“. Im Sommer 2015 wechselte er nach Berlin, wo er nun als Vorstandsvorsitzender der Siemenssparte Gas Turbines Global tätig ist.
Theo Maas ist verheiratet und hat zwei Söhne.